# 赵旭辉
赵旭辉（1968年8月—），男，汉族，宁夏中卫人，中华人民共和国政治人物。1991年7月参加工作，1990年5月加入中国共产党，西安冶金建筑学院机械工程系矿业机械专业毕业，大学学历，工商管理硕士。

## 生平
2021年2月，任银川市人民政府市长。2022年6月，当选为中共宁夏自治区党委常委，同时担任银川市委书记。
2024年1月27日，因在宁夏银川烧烤店爆炸事故发生负有重要领导责任，赵旭辉被中央纪委处以党内警告处分。